# طارق بن زیاد (شهرداری)
طارق بن زیاد (شهرداری) (به عربی: طارق بن زياد) یک شهرداری در الجزایر است که در استان عین الدفلی واقع شده‌است.